# Archboldia papuensis
L'uccello giardiniere di Archbold (Archboldia papuensis Rand, 1940) è un uccello passeriforme della famiglia Ptilonorhynchidae, nell'ambito della quale rappresenta l'unica specie ascritta al genere Archbodia Rand, 1940.

## Etimologia
Il nome scientifico del genere, Archboldia, rappresenta un omaggio all'esploratore statunitense Richard Archbold, che ne reperì gli esemplari in seguito utilizzati per la descrizione scientifica: il nome scientifico della specie, papuensis, rappresenta invece un chiaro riferimento all'areale di diffusione di questi uccelli.

## Descrizione

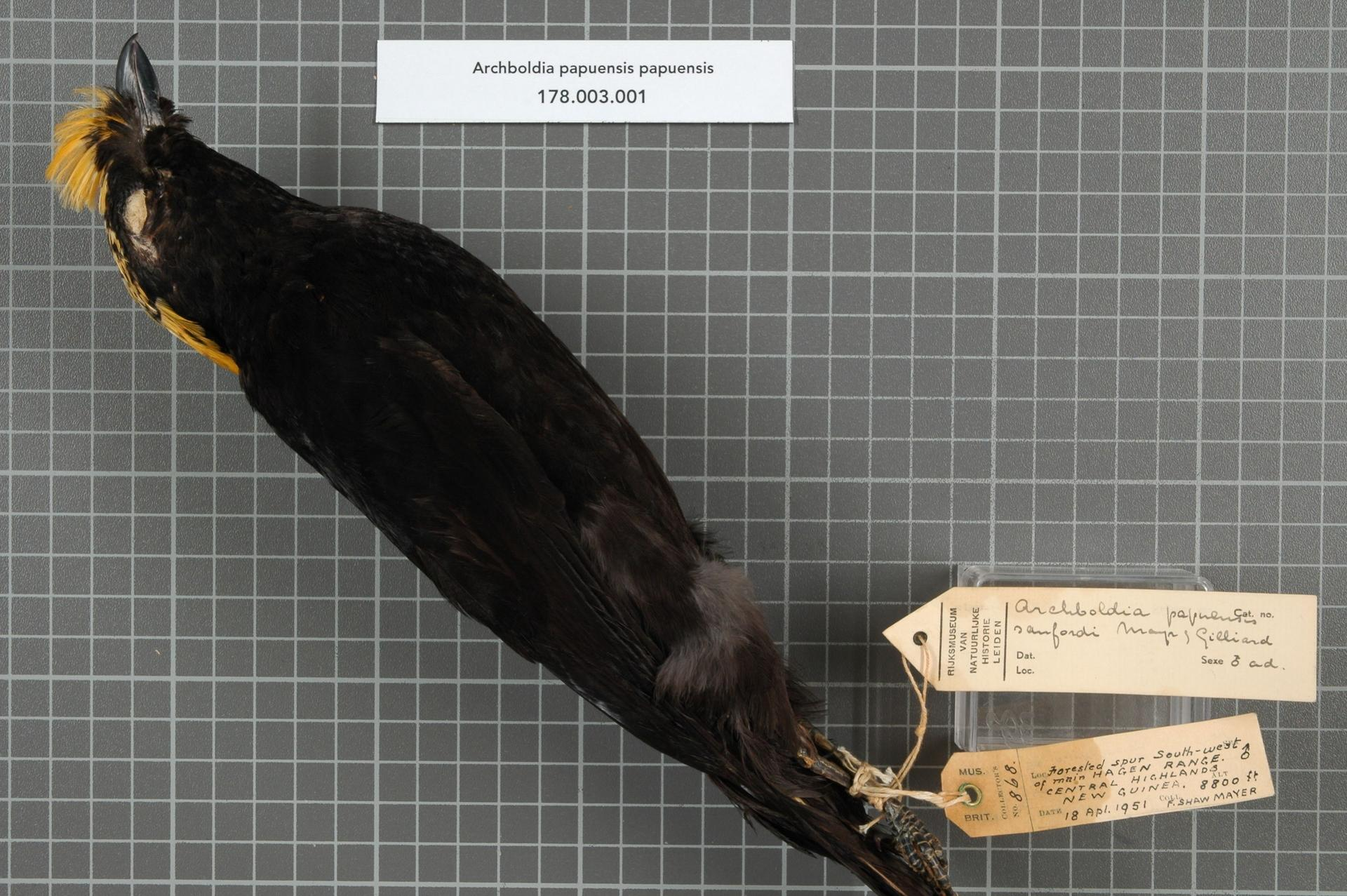
Veduta laterale di maschio impagliato.

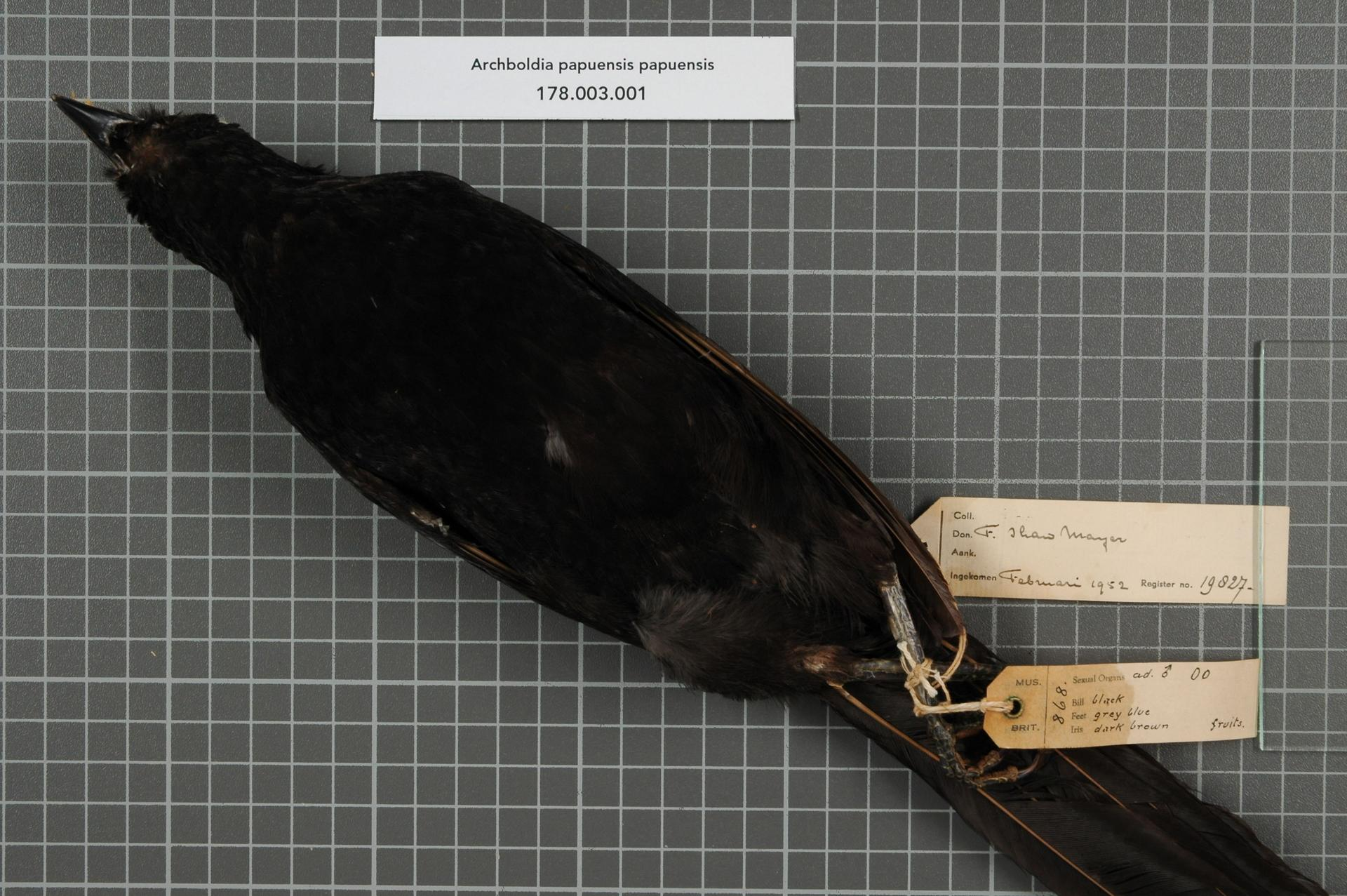
Veduta ventrale di maschio impagliato.

### Dimensioni
Misura 35-37 cm di lunghezza, per 163-195 g di peso: a parità d'età, i maschi sono leggermente più grossi e robusti rispetto alle femmine.

### Aspetto
Si tratta di uccelli dall'aspetto massiccio e robusto, muniti di testa arrotondata di forma allungata con becco conico lngo e dalla punta ricurva, largo alla base e dalle narici nude (negli altri uccelli giardiniere le narici sono invece circondate da penne piliformi), zampe allungate e robuste, ali lunghe e digitate e coda lunga (poco meno della metà della lunghezza totale) e di forma rettangolare, con le penne centrali e laterali più corte rispetto alle altre. Le penne presentano conformazione peculiare, sfrangiata alla base e più compatta per il resto della lunghezza.
Il piumaggio presenta dicromatismo sessuale. I maschi, infatti, sono di colore nero lucido su tutto il corpo, con tendenza ad opacizzarsi sul ventre e ad assumere sfumature di colore bruno su coda e remiganti, mentre sulla fronte è presente una corta cresta erettile di piume nere dalla punta dorata, e dello stesso colore sono anche le penne del resto della calotta (vertice e nuca): la femmina presenta livrea quasi completamente di colore bruno-nerastro, con penne della gola più chiare ma con punte scure, mentre nell'area dell'alula è presente una barra alare di colore giallo. Nonostante le penne dorate della testa siano più lunghe delle altre (a formare una sorta di mullet), il maschio le tiene solitamente nascoste.
In ambedue i sessi il becco è nerastro, le zampe sono di colore grigio-azzurrino e gli occhi sono di colore bruno-rossiccio.

## Biologia
Si tratta di uccelli dalle abitudini di vita diurne e solitarie, piuttosto schive e riservate, in virtù delle quali essi sono piuttosto difficili da osservare e pertanto poco conosciuti: al minimo cenno di pericolo, infatti, gli uccelli giardiniere di Archbold si rifugiano silenziosamente nel folto della vegetazione, eventualmente facendo udire da lì i propri richiami.
I richiami di questi animali sono potenti e fischianti: essi vengono emessi principalmente dai maschi (che dimostrano inoltre ottime doti come ventriloqui).

### Alimentazione
La dieta degli adulti risulta virtualmente ignota: i nidiacei vengono imbeccati con frutta, artropodi e piccoli vertebrati (principalmente scinchi arboricoli), sicché si pensa che la dieta dell'uccello giardiniere di Archbold si basi su questi alimenti.

### Riproduzione
La stagione riproduttiva va da settembre a febbraio, sebbene sul monte Hagen sono stati osservati maschi in amore già a partire da luglio: si tratta di animali poligini, coi maschi che cercano di accoppiarsi col maggior numero possibile di femmine.
Le abitudini riproduttive di questi uccelli sono ancora in larga parte sconosciute, tant'è vero che fino a tempi recenti si credeva che le due sottospecie costruissero strutture nuziali di foggia differente (e pertanto esse venivano classificate come specie distinte, ad arena in sanfordi e a vialetto nella nominale. In realtà, in ambedue le sottospecie il maschio delimita uno spiazzo del suolo della foresta attorno a un alberello (che fungerà per lui da trespolo mentre emette i richiami per attirare le femmine), che provvede a pulire dai detriti e a decorare con oggetti di colore brillante, fra i quali le lunghe penne della paradisea del re di Sassonia: qui avviene il corteggiamento, che tuttavia non è stato ancora osservato.

## Distribuzione e habitat
L'uccello giardiniere di Archbold è endemico della Nuova Guinea, della quale, con due popolazioni disgiunte, popola i monti Maoke e i monti Bismarck, nella porzione centrale della Cordigliera centrale.
La specie è residente nell'areale di diffusione: i maschi in amore, tuttavia, possono compiere spostamenti anche di una certa entità per reperire materiale di loro gusto da aggiungere alle arene nuziali.
L'habitat di questi uccelli è rappresentato dalla foresta montana e dalla foresta nebulosa a prevalenza di Nothofagus e Podocarpus, con abbondante presenza di licheni.

## Tassonomia
Se ne riconoscono due sottospecie:
- Archboldia papuensis papuensis Rand, 1940 - la sottospecie nominale, diffusa nella porzione occidentale dell'areale occupato dalla specie;
- Archboldia papuensis sanfordi Mayr & Gilliard, 1950 - diffusa nella porzione orientale dell'areale occupato dalla specie;

In passato, le due sottospecie di uccello giardiniere di Archbold venivano considerata due specie a sé stanti, in virtù di supposte differenze morfologiche (presenza di cresta solo in papuensis) e comportamentali (differente arrangiamento delle arene nuziali), le quali si sono tuttavia rivelate infondate quando sono stati effettuati studi più approfonditi.